# 桜漬け大根

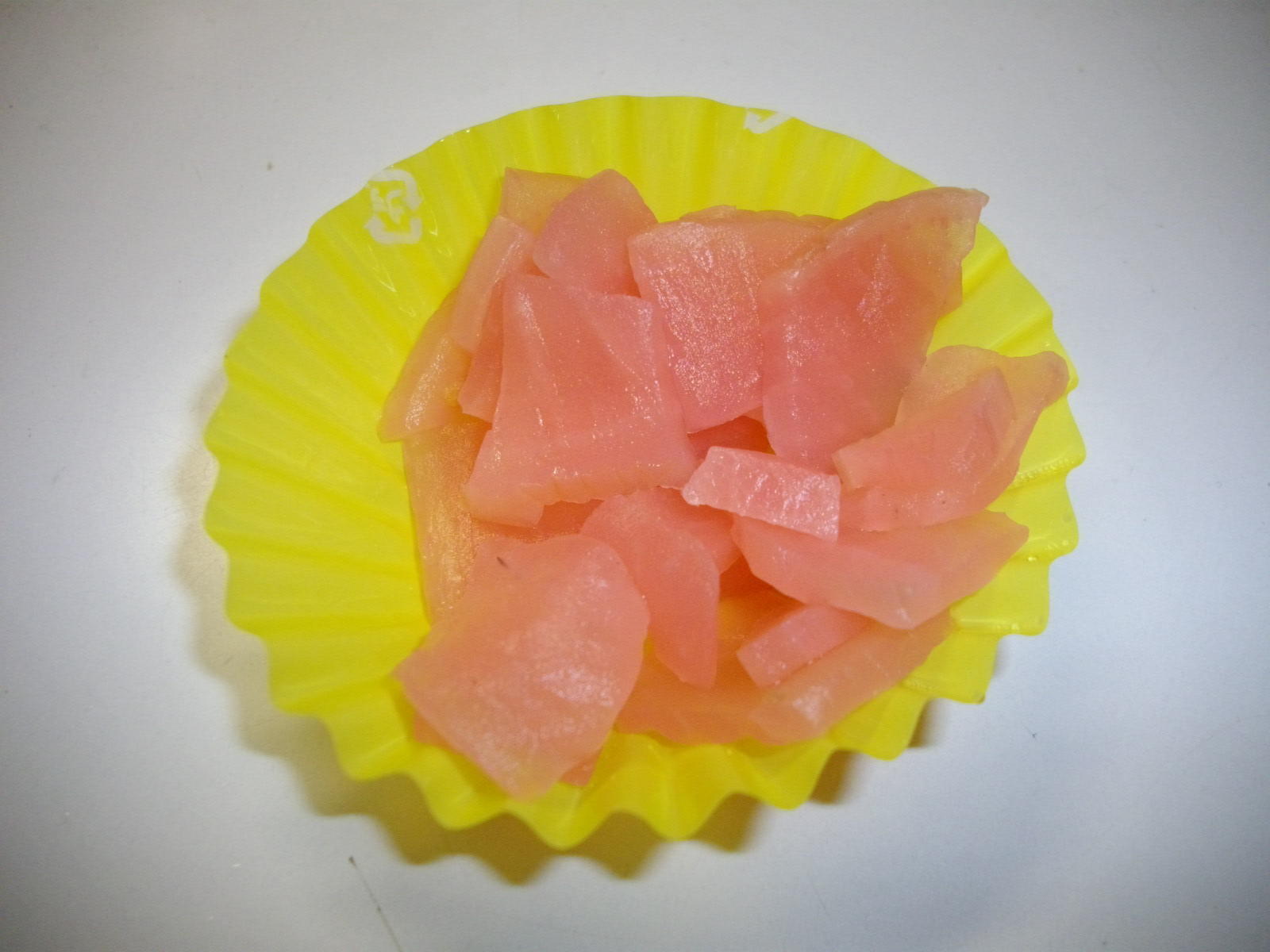
市販の弁当の付け合せ

桜漬け大根（さくらづけだいこん）は、大根を梅酢に漬けた漬物の一種。
単に桜漬けというと、桜の花の塩漬けを意味する。

## 作り方
大根を塩で下漬けした後、梅酢（梅干しを漬けた後に残る漬け汁）で数日間漬けこみ、取り出して細切りにする。
工業的に製造する場合は、赤系の食用色素を混ぜた、梅酢をベースとした調味液で、あらかじめ細切りにしておいた大根を漬け込む製法が多い。

## 利用法

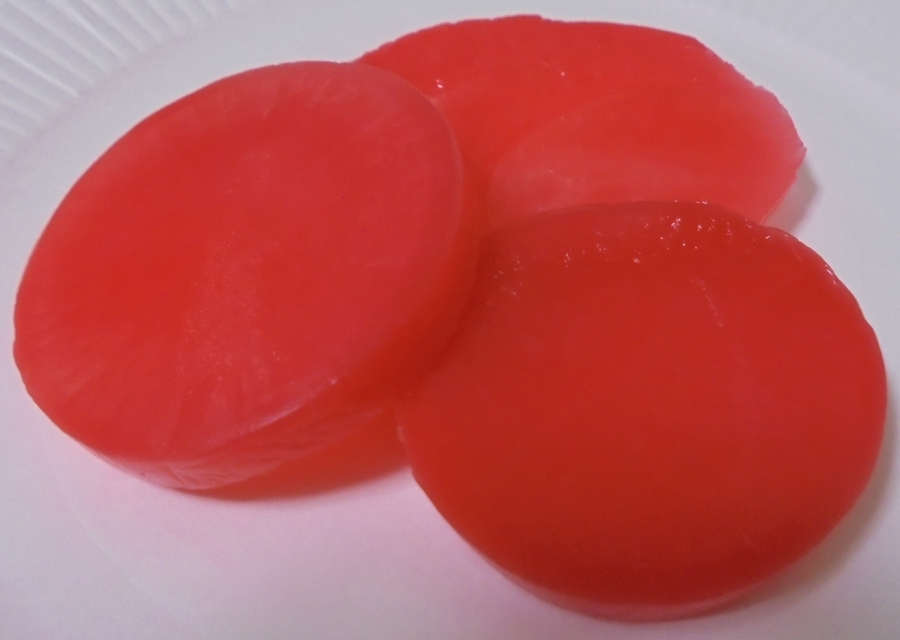
駄菓子のさくら大根

漬物としては安価に調達できるため、社員食堂や定食屋、弁当屋などで付け合せに供されることが多い。
駄菓子として小分け袋に入って売られている。1957年頃から製造してきたみやま食品工業（千葉県我孫子市）の「さくら大根」が有名だが、2019年10月に廃業となり、栃木県佐野市の漬物製造会社である遠藤食品に受け継がれた。

## 形状・食味
外食産業向けに安価に供給されている食材では、15-20mm角、厚さ2-3mm程度の薄片状に加工がなされており、食味は塩味、酸味ともにややきつめに調製されている。